# Program Leonardo da Vinci
Program Leonardo da Vinci (ang. Leonardo da Vinci programme) – oddzielny program edukacyjny finansowany z funduszy Unii Europejskiej, stanowiący od 2007 r. część większego Lifelong Learning Programme. Program został nazwany aby oddać hołd Leonardowi da Vinci, wszechstronnemu artyście, naukowcowi i wynalazcy, żyjącemu w XVI w. we Włoszech i Francji.
Program został zrealizowany w edycjach:
- I: w latach 1995–1999
- II: w latach 2000–2006
- III: w latach 2007–2013

## Pierwsza edycja
Pierwsza edycja programu realizowana była od 1 stycznia 1995 r. do 31 grudnia 1999 r. Głównym celem była promocja i poprawa systemów kształcenia i szkolenia zawodowego. Program miał charakter współpracy, a nie pomocy, tzn. z jego funduszy pokrywano tylko część kosztów. Uczestnikami projektu mogły być państwa członkowskie Unii Europejskiej, kraje EFTA oraz państwa Europy Środkowej-Wschodniej.
Cele programu:
- wspieranie przedsiębiorstw i pracowników w dziedzinie oświaty zawodowej,
- włączanie szkół wyższych do współpracy z zakładami,
- doskonalenie systemu oświaty zawodowej w krajach członkowskich UE
- rozszerzanie znajomości języków obcych,
- wprowadzanie innowacji technicznych do systemów kształcenia zawodowego,
- opracowywanie międzynarodowych projektów i programów pośrednictwa dla pracowników,
- opracowywanie międzynarodowych projektów i programów wymiany młodzieży,
- zbieranie i przekazywanie informacji z obszaru oświaty zawodowej,
- wspieranie innowacyjnych metod nauczania zawodowego.

## Druga i trzecia edycja
Leonardo da Vinci II realizowany był od 1 stycznia 2000 r. do 31 grudnia 2006 r. jako program kształcenia i szkolenia zawodowego. Uczestnikami projektu było 15 krajów członkowskich Unii Europejskiej, kraje EFTA, Cypr (państwo) i Malta oraz państwa Europy Środkowej-Wschodniej stowarzyszone z UE: Bułgaria, Czechy, Estonia, Litwa, Łotwa, Polska, Rumunia, Słowacja, Słowenia i Węgry. W roku 2001 dołączyła do współpracy Turcja. Prócz państw w programie uczestniczyć mogły instytucje (osoby prawne) zajmujące się kształceniem i szkoleniem zawodowym, szkoły zawodowe, uczelnie, instytuty badawcze, przedsiębiorstwa, izby handlowe i przemysłowe, partnerzy społeczni, organizacje lokalne i regionalne.
Cele programu: (prócz realizacji z edycji I)
- doskonalenie kompetencji zawodowych (zwłaszcza ludzi młodych) w celu zwiększenia ich szans na rynku pracy,
- poprawa jakości i dostępności ustawicznego kształcenia i szkolenia zawodowego umożliwiającego zdobywanie kwalifikacji na całe życie,
- zwiększenie szans na rynku pracy przez promowanie innowacyjności w kształceniu i szkoleniu zawodowym oraz rozwój konkurencyjności i kształtowanie przedsiębiorczości,
- zwiększenie szans na rynku pracy przez poprawę jakości i dostępności systemów kształcenia oraz doradztwa zawodowego,
- promowanie współpracy między instytucjami kształcenia zawodowego a przedsiębiorstwami (zwłaszcza małymi i średnimi) oraz partnerami społecznymi w celu dostosowanie wykształcenia do rynku pracy,
- wspieranie równych szans w dostępnie do kształcenia i szkolenia zawodowego osób bezrobotnych,
- wykorzystanie technologii informatycznej i komunikacyjnej w kształceniu i szkoleniu zawodowym,
- poprawa przejrzystości kwalifikacji zawodowych.

Z chwilą utworzenia programu Lifelong Learning Programme w 2007 r. program Leonardo da Vinci (III), stał się jednym z pakietów tego pierwszego. Cele i założenia nie zmieniły się.